# Lakewood (Kalifornien)

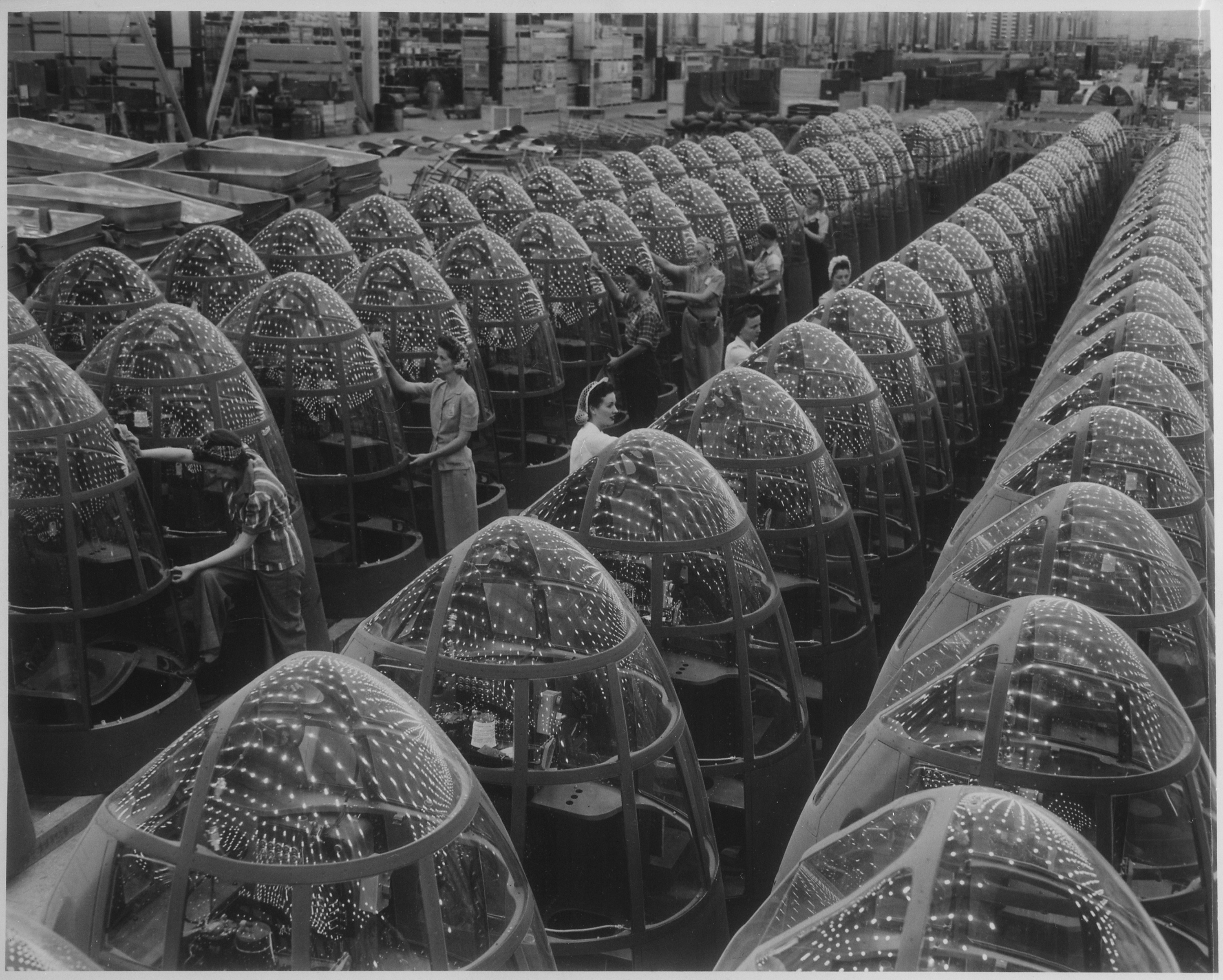
Im Douglas-Werk in Long Beach, Kalif. kontrollieren Arbeiterinnen die Kanzeln von A-20-Bombern (Oktober 1942) – ab 1950 war das Douglas-Werk in Long Beach einer der wichtigsten Arbeitgeber der Einwohner von Lakewood

Lakewood ist eine Stadt im Los Angeles County im US-Bundesstaat Kalifornien, Vereinigte Staaten. Das U.S. Census Bureau hat bei der Volkszählung 2020 eine Einwohnerzahl von 82.496 ermittelt. Die geographischen Koordinaten sind: 33,85° Nord, 118,12° West. Das Stadtgebiet hat eine Größe von 24,6 km².
Lakewood wurde 2005 von Sports Illustrated als „Sportstown USA“ bezeichnet.

## Geschichte
Lakewood ist eine geplante und gezielt entwickelte Nachkriegsgemeinde. Die Fläche, auf denen Lakewood ab April 1950 entstand, wurde zunächst von den von drei kalifornischen Landentwicklern Louis Boyar, Mark Taper and Ben Weingart für 8,8 Millionen USD von der Montana Land Company gekauft, in einzelne Parzellen unterteilt und mit einem festen Lageplan dann an einzelne Interessenten verkauft. Von Beginn an waren 17.500 Häuser geplant, die dann auch tatsächlich bis 1953 gebaut wurden. Jedes der Häuser wies eine Wohnfläche zwischen 950 und 1100 Quadratfuß auf einem Grundstück auf, dass fünfzig mal 100 Fuß maß. Angeboten wurden sieben verschiedene Grundrisse, für die zwischen 21 verschiedenen Außenfassaden gewählt werden konnten, die wiederum in 39 verschiedenen Farben gestrichen wurden. Zugesichert wurde den Bauherren, dass kein identisches Haus sich in der Nachbarschaft befinden würde. Die Häuser wurden für Preise zwischen 8.000 und 10.000 USD verkauft. Den Hauskäufern wurde auch zugesichert, dass die Stadt in ihrer Endphase über 37 Spielplätze, 17 Kirchen sowie zwanzig Schulen aufweisen würde. 133 Meilen Straßen würde die Häuser miteinander verbinden. Zentrum der neu geplanten Stadt war das Lakewood Center, ein Einkaufskomplex, der zur Bauzeit mit seinen Parkplätzen für 10.000 Autos als der größte in den Vereinigten Staaten galt. Am ersten Verkaufstag erschienen 30.000 Kaufinteressenten, 36 Verkäufer kümmerten sich um sie.
Die Verkaufsstrategie zielte vor allem auf Haushalte ab, die aus den G. I. Bill of Rights Zahlungen bereits erhalten hatten oder noch zu erwarten hatten. Käufer mussten keine Anzahlungen leisten, sondern lediglich Hypothekenzahlungen zwischen monatlich 43 und 54 USD leisten. In der ersten Woche wurden 611 Häuser verkauft. Die US-amerikanische Autorin und Journalistin Joan Didion zitiert in ihrer kritischen Analyse dieses Stadtentwicklungsprogramm Donald J. Waldie, der einen großen Teil seines Lebens in dieser Stadt verbrachte, in ihrer Verwaltung arbeitete und über die Stadt eine Reihe von Essays schrieb, die 1996 unter dem Titel Holy Land: A Suburban Memoir erschienen. Waldie bezeichnet Lakewood als den wahr gewordenen Amerikanischen Traum, der einer Generation von Industriearbeitern eine Form von Besitztum ermöglichte, der Angehörigen ihrer sozialen Schicht eine Generation zuvor nicht möglich gewesen wäre. Personen, die sich in Lakewood niederließen, waren in ihrer ethnischen Zugehörigkeit weitgehend homogen. Sie waren durchschnittlich 30 Jahre alt, hatten 1,7 Kinder, die Männer hatten im Zweiten Weltkrieg oder im Koreakrieg gekämpft. Es waren entweder sogenannte Blue Collar-Arbeiter oder niedrige Angestellte und sie arbeiteten überwiegend für die Luftfahrtindustrie. Wichtige Arbeitgeber waren Rockwell International und Douglas Aircraft Company, die im benachbarten Long Beach angesiedelt waren sowie Hughes Aircraft und deren Zulieferer. Weitere Einwohner der Stadt arbeiteten an der Marinebasis und in den Marinewerften in Long Beach. Die wenigsten von ihnen waren in Kalifornien geboren, sondern entstammten überwiegend dem US-amerikanischen Mittleren Westen oder den Südstaaten.
Noch im Jahre 1993, als im Los Angeles County sich zunehmend Einwohner mit einem lateinamerikanischen oder asiatischen Hintergrund ansiedelten, waren rund 60.000 Einwohner der damals 71.000 Einwohner zählenden Stadt weiß. Auffallend nennt Joan Didion die soziale Abkapselung von dem übrigen Geschehen im Los Angeles County. Bei einer Volkszählung im Jahre 1990 gab es keinerlei Obdachlose und 1991, als Los Angeles von den Unruhen nach dem gewalttätigen und rassistisch motivierten Polizeiübergriffen auf Rodney King gekennzeichnet waren, empfanden die von Joan Didion interviewten Einwohner der Stadt dies als ein für sie nicht relevantes Ereignis.
Der wirtschaftliche Niedergang der Stadt begann Ende der 1980er Jahre, als nach Einschnitten im Verteidigungshaushalt die Luftfahrtindustrie zunehmend ihre Produktion an andere Standorte zu verlagern begann. Allein durch die Produktionsverlagerung der Douglas Aircraft Company waren bis 1992 bereits 21.000 Arbeitsplätze in Südkalifornien verloren gegangen. 18.000 Arbeitsplatzverluste entfielen dabei auf den Standort, der für Lakewood der wesentliche Arbeitgeber war. Untersuchungen durch die UCLA, die in der ersten Hälfte der 1990er Jahre durchgeführt wurden, belegten, dass Personen, die von diesen Arbeitsplatzverlusten betroffen waren, keinen gleichwertigen Arbeitsplatz fanden, sich zum Wegzug gezwungen sahen und die, die geblieben waren, zu 84 Prozent ein Jahr nach der Entlassung noch keinen anderen Arbeitsplatz gefunden hatten.
Ins nationale Bewusstsein gelangte Lakewood in der ersten Jahreshälfte 1993, als die sexuellen Übergriffe junger Männer, die sich als Spur Posse bezeichneten, breiten Raum in den US-amerikanischen Medien fanden. Joan Didion bezeichnet diese Übergriffe symptomatisch für eine Stadt, deren Errichtungszweck primär darin bestand, einen Wohnort für Arbeitskräfte zu schaffen. Sie schreibt:

„Lakewood existiert, weil es zu einer bestimmten Zeit unter anderen ökonomischen Bedingungen klug erschien, Konsumenten eines Einkaufszentrums und Arbeitskräfte für Douglas an einer bestimmten Stelle zu konzentrieren. [...] Als die Zeiten gut waren und es ausreichend Geld zu verteilen gab, waren es diese Städte, die Marx widerlegten, weil es ihnen gleichzeitig gelang, das Proletariat zu mehren und sie einzubinden, indem man sie Mittelschicht nannte. Solche Städte waren organisiert rund um die einschläfernde Idealisierung von Teamsportarten, die angeblich „gute Bürger“ produzierten und daher neigten, heranwachsende junge Männer zu idealisieren. Während der guten Jahre [...] war der junge Mann, der sich entweder noch in seiner Adoleszenz befand oder ihr gerade entwachsen war, der gewünschte Einwohner. Idealerweise bereits verheiratet und mit Hypotheken belasten, an eine Farbrik gekettet, ein guter Arbeiter und verlässlicher Konsument, ein Team Player, ein Ballspieler, ein guter Bürger. Wenn Städte wie diese dagegen von wirtschaftlich harten Zeiten getroffen wurden, war es der gleiche adoleszente Mann, gerade noch der in der Gemeinde meist geschätzte Bewohner, dem die wenigsten Alternativen offen standen. “

## Söhne und Töchter der Stadt
- Greg LeMond (* 1961), Radrennfahrer
- Kimber Riddle, Schauspielerin
- Angela Rock (* 1963), Volleyball- und Beachvolleyballspielerin
- Natalie Golda (* 1981), Wasserballspielerin
- Kyle Korver (* 1981), Basketballspieler
- Kristen Mann (* 1983), Basketballspielerin
- Paul Lotman (* 1985), Volleyballspieler
- Erica Beck (* 1992), Filmschauspielerin
- Jalen Neal (* 2003), Fußballspieler

## Belege
- Joan Didion: Where I was from. Harper Perennial, London 2003, ISBN 978-0-00-734697-4
- Donald J. Waldie; Holy Land: A suburban Memoir, 1996